# Oradsjön
Oradsjön är en sjö i Mora kommun i Dalarna och ingår i Dalälvens huvudavrinningsområde. Sjön har en area på 0,07 kvadratkilometer och ligger 558,7 meter över havet. Vid provfiske har abborre fångats i sjön.

## Delavrinningsområde
Oradsjön ingår i det delavrinningsområde (680612-141562) som SMHI kallar för Utloppet av Våmsjön. Medelhöjden är 574 meter över havet och ytan är 14,09 kvadratkilometer. Det finns inga avrinningsområden uppströms utan avrinningsområdet är högsta punkten. Våmån som avvattnar avrinningsområdet har biflödesordning 3, vilket innebär att vattnet flödar genom totalt 3 vattendrag innan det når havet efter 362 kilometer. Avrinningsområdet består mestadels av skog (88 procent). Avrinningsområdet har 0,51 kvadratkilometer vattenytor vilket ger det en sjöprocent på 3,6 procent.